# Рейзинь, Лилия Яновна
Лилия Яновна Рейзинь (Шенберг) (латыш. Lilija Reiziņa; 1924—2014) — советский учитель, директор Рижской средней школы № 45. Депутат Верховного Совета СССР 10-го созыва (1979—1984). Герой Социалистического Труда (1978).

## Биография
Родилась 27 сентября 1924 года в городе Рига в семье служащих.
С 1944 года после окончания 2-й Рижской средней школы начала свою трудовую и педагогическую деятельность — исполняющей должность учителя Рижской средней школы № 2.
В 1949 году без отрыва от работы, окончила заочно химический факультет Латвийского государственного университета имени П. Стучки, после чего начала работать учительницей химии в рижской средней школы № 9. С 1950 года работала учителем химии в Сигулдском районе. С 1956 года — завуч школы в городе Лигатне. С 1960 года — завуч рижской школы № 24.
С 1963 года работала директором рижской школе № 45. Под руководством Л. Я. Рейзинь, школа стала передовой в Латвийской ССР. Каждый год в школе проводились фестивали дружбы народов СССР с участием делегаций других республик и делегаций социалистических стран. С 1968 года школа работала с музыкальным уклоном, много лет была лауреатом праздника песни и танца. В школе большое внимание уделялось профессиональной ориентации учащихся, трудовому и эстетическому воспитанию.
1 января 1965 года Указом Президиума Верховного Совета СССР «за успехи в труде» Л. Я. Рейзинь была награждена Орденом Трудового Красного Знамени.
20 июля 1971 года Указом Президиума Верховного Совета СССР «за выдающиеся успехи в труде» Л. Я. Рейзинь была награждена Орденом Ленина.
27 июня 1978 года Указом Президиума Верховного Совета СССР «за большие заслуги в деле обучения и коммунистического воспитания учащихся» Лилия Яновна Рейзинь была удостоена звания Героя Социалистического Труда с вручением Ордена Ленина и золотой медали «Серп и Молот».
Помимо основной деятельности Л. Я. Рейзинь была председателем секции по эстетическому воспитанию при отделе народного образования города Риги, членом Всесоюзного эстетического совета, научным корреспондентом НИИ художественного воспитания АПН ССР. Депутат Совета Национальностей Верховного Совета СССР 10-го созыва (1979—1984) от Латвийской ССР. Избиралась депутатом Рижского городского и районного Советов депутатов.
В 1988 году вышла на пенсию. Жила в городе Рига.
Скончалась 25 февраля 2014 года, похоронена на Лесном кладбище.

## Награды
- Медаль «Серп и Молот» (27.09.1978)
- Орден Ленина (20.07.1971, 27.09.1978)
- Орден Трудового Красного Знамени (1.1.1965)

### Звания
- Заслуженный учитель школы Латвийской ССР